# Política de Angola
O regime político vigente em Angola é o presidencialismo, em que o Presidente da República é igualmente chefe de Estado e de governo; é assessorado por um Conselho de Ministros, que forma com o Presidente o poder executivo. Os poderes legislativos estão na alçada dos 220 parlamentares eleitos para a Assembleia Nacional. O Presidente da República, juntamente com o parlamento, nomeia a maioria dos membros das duas maiores instâncias do poder judiciário, isto é, o Tribunal Constitucional e o Tribunal Supremo. O judiciário ainda compõe-se do Tribunal de Contas e do Supremo Tribunal Militar.
A base do actual sistema político é a Constituição de 2010, aprovada pela Assembleia Nacional em 27 de janeiro de 2010. A nova carta magna mudou várias das regras políticas do país. Os candidatos a Presidente e Vice-Presidente, nos termos do artigo 113/2 da Constituição, estão sujeitos a um limite de 2 (dois) mandatos, sendo eleitos como cabeça e segundo na lista do partido que for mais votado nas Legislativas. O cargo de Vice-Presidente é igualmente uma figura nova e substitui a do Primeiro-Ministro.